# Chartres
Chartres é uma comuna francesa na região administrativa do Centro, no departamento Eure-et-Loir. Estende-se por uma área de 16,85 km². Em 2010 a comuna tinha 39 590 habitantes (densidade: 2 349,6 hab./km²).350 hab/km².
O monumento mais importante e mais visitado de Chartres é a Catedral de Chartres.
A catedral gótica de Chartres é uma das construções mais famosas , belas e representativas da França. O sucesso arquitetônico da catedral de Chartres prestou-se a todo tipo de imitações. O estilo gótico que corporificava tornou-se o modelo internacional até o século XV. As catedrais góticas foram construídas por toda a Europa, desde Upsala até Famagusta, passando pelo norte da Itália, Renânia, Boêmia e Hungria.
O escritor inglês David Colbert citou no livro (The magical worlds of Harry Potter - A treasury of myths, legends and fascinating facts, traduzido por Rosa Amanda Strausz e revisado por José Tedin Pinto e Sérgio Bellinello Soares): "[...] Os druidas atuavam como sacerdotes, professores e juízes. Também se reuniam anualmente onde hoje é a cidade francesa de Chartres para debater questões genéricas e resolver controvérsias."
Desde o ano 1976 a companhia de moda e perfumes Puig tem um centro de produção na cidade.